# Parlamentswahlen in Italien 1963
- PCI: 166
- PSI: 87
- PSDI: 33
- PRI: 6
- UV: 1
- SVP: 3
- DC: 260
- PLI: 39
- PDIUM: 8
- MSI: 27

Die Parlamentswahlen von 1963 fanden am 28. April 1963 statt. Sie waren die fünften nach dem Ende des Zweiten Weltkriegs und der Einführung des allgemeinen Männer- und Frauenwahlrechts.

## Folgen
Aldo Moro, ein führender Vertreter eines linken „corrente“ (Flügels) der DC, trat das Amt des Ministerpräsidenten an und führte mit wechselnden Kabinetten eine Mitte-links-Koalition an, in der neben der Christdemokraten, den Sozialdemokraten und den Republikanern auch erstmals seit 1947 die Sozialisten wieder vertreten waren. Nachdem der PSI seit etwa 1956 schrittweise sein revolutionäres Erbe ablegte und sich einem radikalen Reformismus zuwandte (etwa die Verstaatlichung wesentlicher Teile der industriellen Produktion und der Grundversorgung), konnte er auch diesen in der Regierung mit dem konservativen Lager so gut wie gar nicht umsetzen.

## Ergebnisse

### Camera dei deputati
| Listen                   | Listen                                           | Stimmen    | %    | Mandate |
| ------------------------ | ------------------------------------------------ | ---------- | ---- | ------- |
|                          | Democrazia Cristiana                             | 11.773.182 | 38,3 | 260     |
|                          | Partito Comunista Italiano                       | 7.767.601  | 25,3 | 166     |
|                          | Partito Socialista Italiano                      | 4.255.836  | 13,8 | 87      |
|                          | Partito Liberale Italiano                        | 2.144.270  | 7,0  | 39      |
|                          | Partito Socialista Democratico Italiano          | 1.876.271  | 6,1  | 33      |
|                          | Movimento Sociale Italiano                       | 1.570.282  | 5,1  | 27      |
|                          | Partito Democratico Italiano di Unità Monarchica | 536.948    | 1,7  | 8       |
|                          | Partito Repubblicano Italiano                    | 420.213    | 1,4  | 6       |
|                          | Südtiroler Volkspartei                           | 135.457    | 0,4  | 3       |
|                          | Concentrazione di Unità Rurale                   | 92.209     | 0,3  | –       |
|                          | Partito Autonomo Pensionati d’Italia             | 87.655     | 0,3  | –       |
|                          | Union Valdôtaine                                 | 31.844     | 0,1  | 1       |
|                          | Sonstige                                         | 61.103     | 0,2  | –       |
| Gesamt                   | Gesamt                                           | 30.752.871 | 100  | 630     |
|                          |                                                  |            |      |         |
| Ungültige Stimmen        | Ungültige Stimmen                                | 1.013.138  | 3,2  |         |
| Wähler                   | Wähler                                           | 31.766.009 | 92,9 |         |
| Wahlberechtigte          | Wahlberechtigte                                  | 34.199.184 |      |         |
|                          |                                                  |            |      |         |
| Quelle: Innenministerium |                                                  |            |      |         |

### Senato della Repubblica
| Listen                   | Listen                                           | Stimmen    | %    | Mandate |
| ------------------------ | ------------------------------------------------ | ---------- | ---- | ------- |
|                          | Democrazia Cristiana                             | 10.017.975 | 36,5 | 129     |
|                          | Partito Comunista Italiano                       | 6.933.310  | 25,2 | 84      |
|                          | Partito Socialista Italiano                      | 3.849.495  | 14,0 | 44      |
|                          | Partito Liberale Italiano                        | 2.043.323  | 7,4  | 18      |
|                          | Partito Socialista Democratico Italiano          | 1.743.870  | 6,3  | 14      |
|                          | Movimento Sociale Italiano                       | 1.458.917  | 5,3  | 14      |
|                          | Partito Democratico Italiano di Unità Monarchica | 429.412    | 1,6  | 2       |
|                          | Partito Repubblicano Italiano                    | 223.350    | 0,8  | –       |
|                          | MSI – PDIUM                                      | 212.381    | 0,8  | 1       |
|                          | DC – PRI                                         | 199.805    | 0,7  | 4       |
|                          | Südtiroler Volkspartei                           | 112.023    | 0,4  | 2       |
|                          | Concentrazione di Unità Rurale                   | 58.064     | 0,2  | –       |
|                          | Partito Autonomista Cristiano Sociale            | 43.355     | 0,2  | 1       |
|                          | Partito Sardo d’Azione                           | 34.954     | 0,1  | –       |
|                          | Union Valdôtaine                                 | 29.510     | 0,1  | 1       |
|                          | Sonstige                                         | 54.786     | 0,2  | 1       |
| Gesamt                   | Gesamt                                           | 27.469.302 | 100  | 315     |
|                          |                                                  |            |      |         |
| Ungültige Stimmen        | Ungültige Stimmen                                | 1.402.750  | 4,9  |         |
| Wähler                   | Wähler                                           | 28.872.052 | 93,1 |         |
| Wahlberechtigte          | Wahlberechtigte                                  | 31.019.233 |      |         |
|                          |                                                  |            |      |         |
| Quelle: Innenministerium |                                                  |            |      |         |